# Desastres em 1945
Nesta página encontrará referências aos desastres ocorridos durante o ano de 1945.

## Janeiro
- 30 de janeiro - O transatlântico alemão Wilhelm Gustloff, foi afundado após ter sido atingido por torpedos russos. Morreram cerca de 7000 pessoas.[1]

## Abril
- 16 de abril - O transatlântico Goya que transportava militares alemães feridos, foi afundado pelo submarino russo L-3.[1]

## Julho
- 4 de julho - O cruzador brasileiro Bahia, afunda-se durante treinos militares.[2]

## Outubro
- 4 de Outubro - A Vila da Calheta, ilha de São Jorge, foi atingida em por grande “Levante do Mar”.

## Novembro
- 11 de Novembro - Naufrágio por encalhamento na baía da Fajã do Negro, ilha de São Jorge, de um navio de reabastecimento da Marinha Real Britânica, denominado "Irisky".

## Dezembro
-->